# Jamberoo
Jamberoo – miasto w Australii, w stanie Nowa Południowa Walia.